# Oxychora tenuis
Oxychora tenuis är en fjärilsart som beskrevs av W. Warren 1898. Oxychora tenuis ingår i släktet Oxychora och familjen mätare. Inga underarter finns listade i Catalogue of Life.